# David Ljungdahl

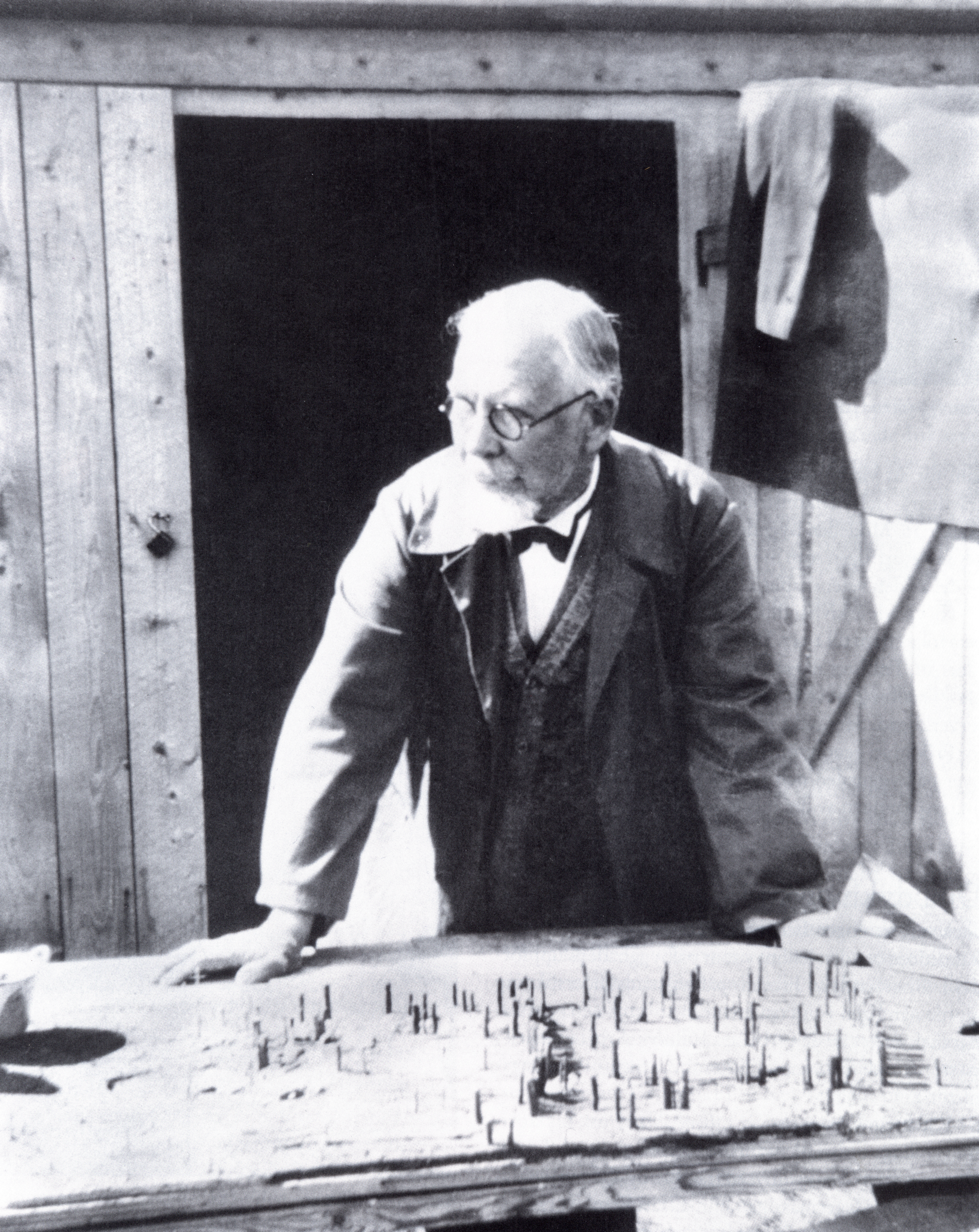
Ljungdahl framför sin modell av Alvastra pålbyggnad 1928.

David Vilhelm Ljungdahl, född 5 december 1870 i Motala, död 6 september 1940 i Stockholm, var en svensk entomolog, konsthantverkare, lärare och illustratör.
Han var son till skräddarmästaren Petter Vilhem Ljungdahl och Lovisa Bergqvist, från 1896 gift med Lovisa Augusta Borgh.

## Liv och verk
Ljungdahl studerade vid Tekniska skolan 1886–1892 och vid Konstakademin i Stockholm 1894–1895. Han deltog sedan i Axel Tallbergs etsningskurs.  Han erhöll 1908–1909 ett konstnärsarvode från konstakademin. Han anställdes 1912 som lärare vid Tekniska skolan och senare på Tekniska Högskolan (KTH) i Stockholm. Han ställde ut tillsammans med Svenska konstnärernas förening, Konstföreningen för södra Sverige, Svensk konst i Helsingborg, Konst och industriutställningen i Norrköping 1906 samt Industri- slöjd- och konstutställningen i Lund 1907.
Han var verksam som modellbyggare för Nordiska museet och Statens historiska museum, han har även  formgivit exlibris och illustrerat böcker. Bland annat gjorde han omslaget till Verner von Heidenstams Hans Alienus, Selma Lagerlöfs Slåtterkarlarna i Ekolsund och Jules Vernes Kapten Grants barn. Tillsammans med entomologerna Frithiof Nordström, Einar Wahlgren och Albert Tullgren, tillkom monumentalverket, Svenska Fjärilar, 1935–1941, där Ljungdahl stått för illustrationerna. Vid sidan om sitt eget skapande och arbetet som lärare medverkade han som presstecknare i bland annat Vecko-Journalen.
Ljungdahl är representerad vid Nationalmuseum  med teckningar och grafik och Göteborgs konstmuseum.
David Ljungdahl är begravd på Norra begravningsplatsen utanför Stockholm.

## Målningar

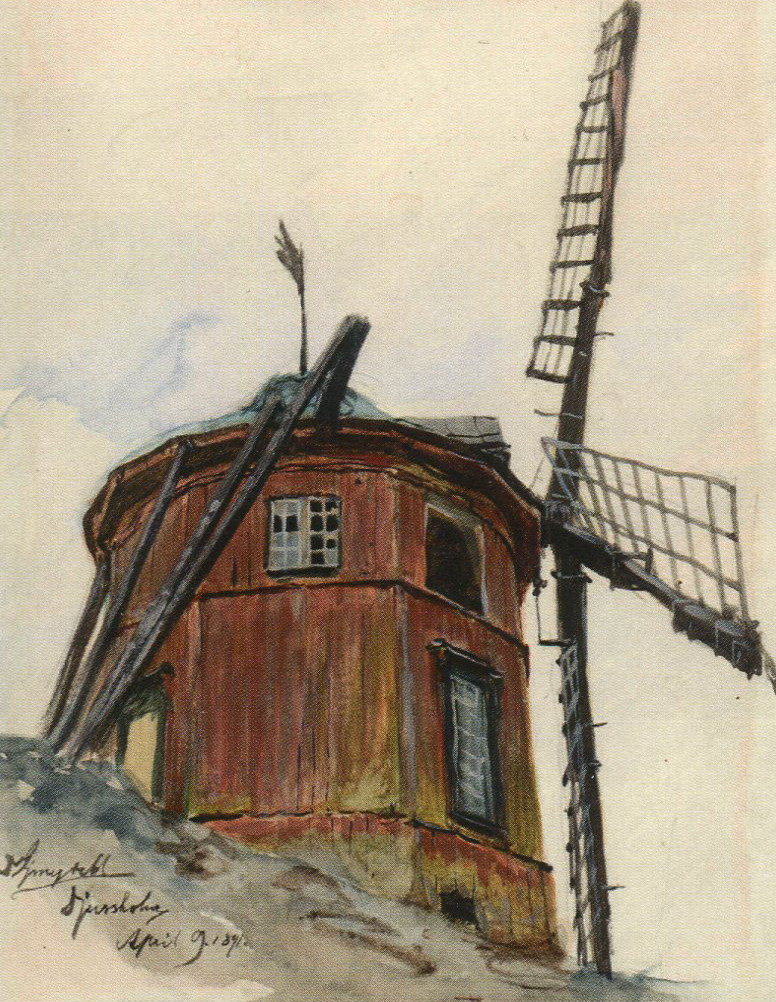
Djursholms slotts väderkvarn. Målning 1891.

## Bokomslag och affischer

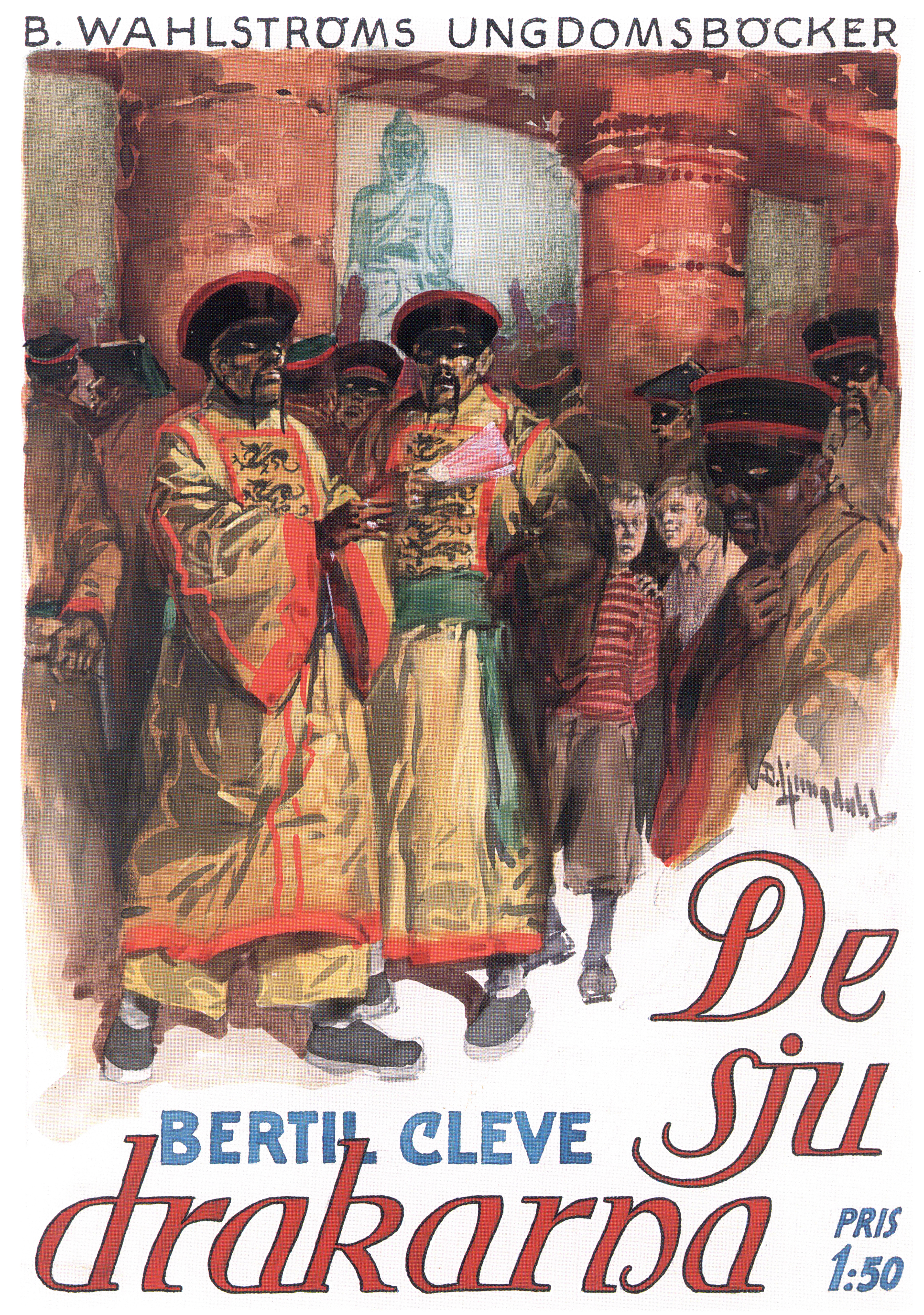
Bertil Cleve, De sju drakarna
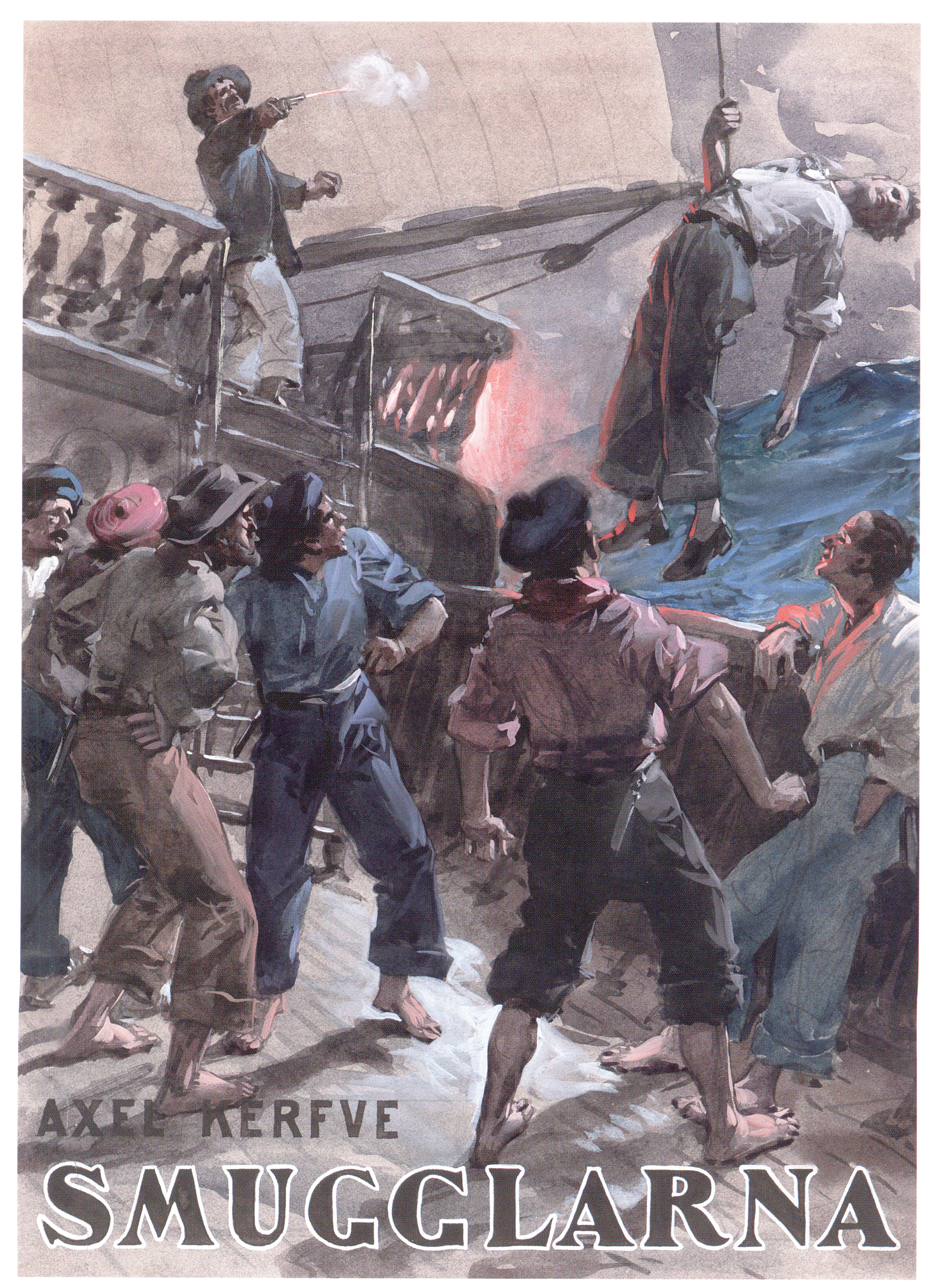
Axel Kerfve, Smugglarna
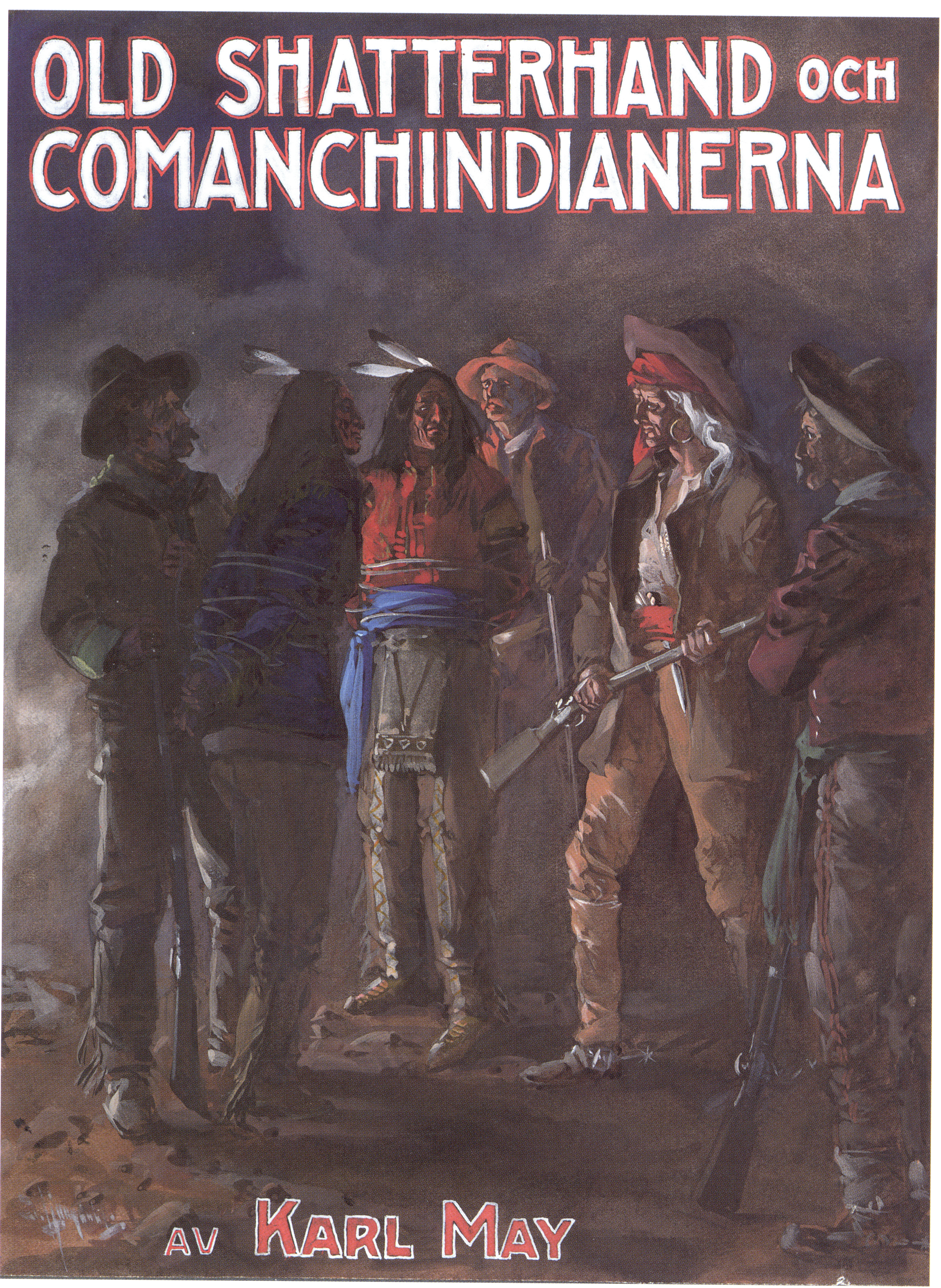
Karl May, Old Shatterhand och comanchindianerna
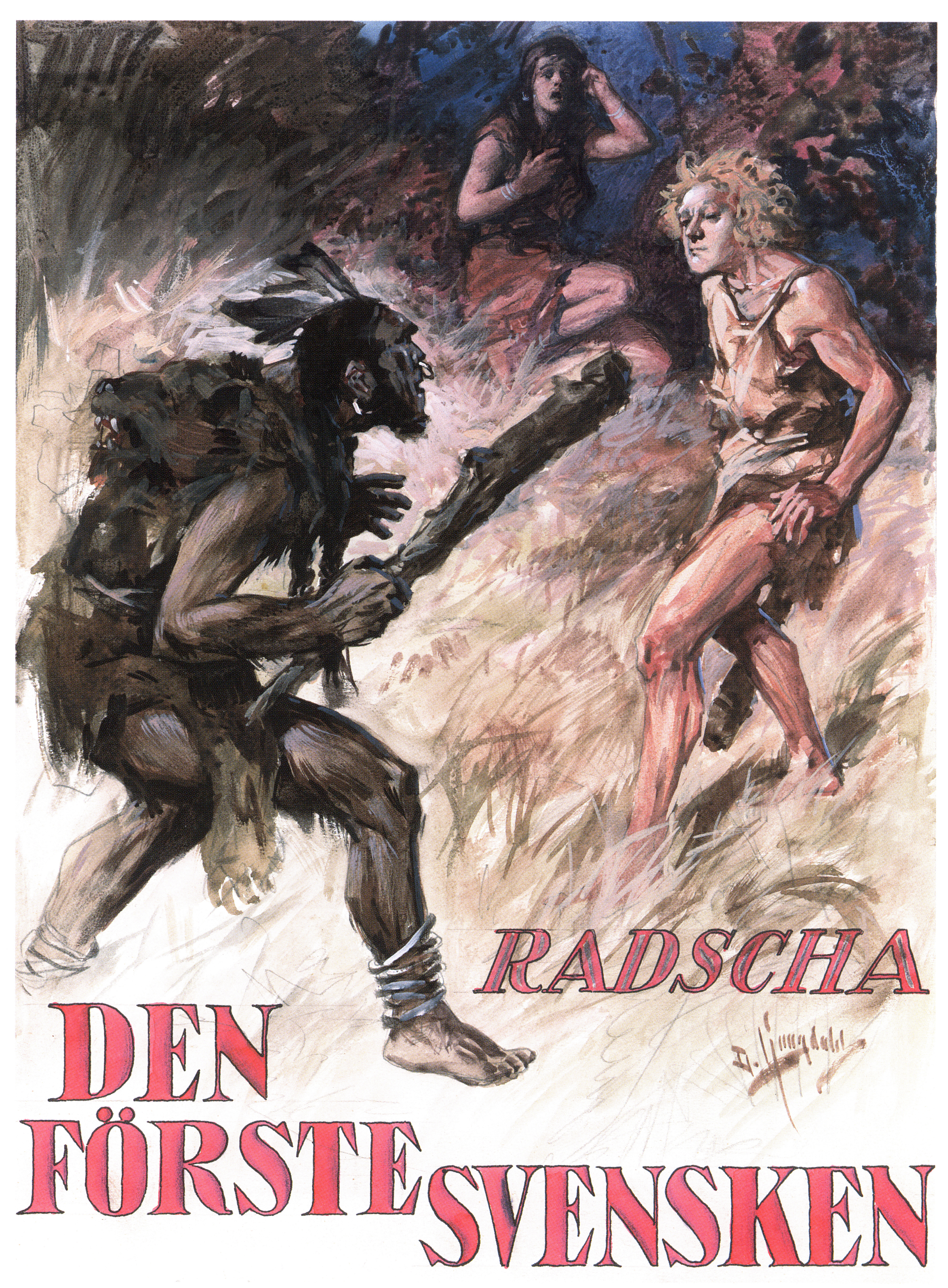
Iwan T. Aminoff, Den förste svensken
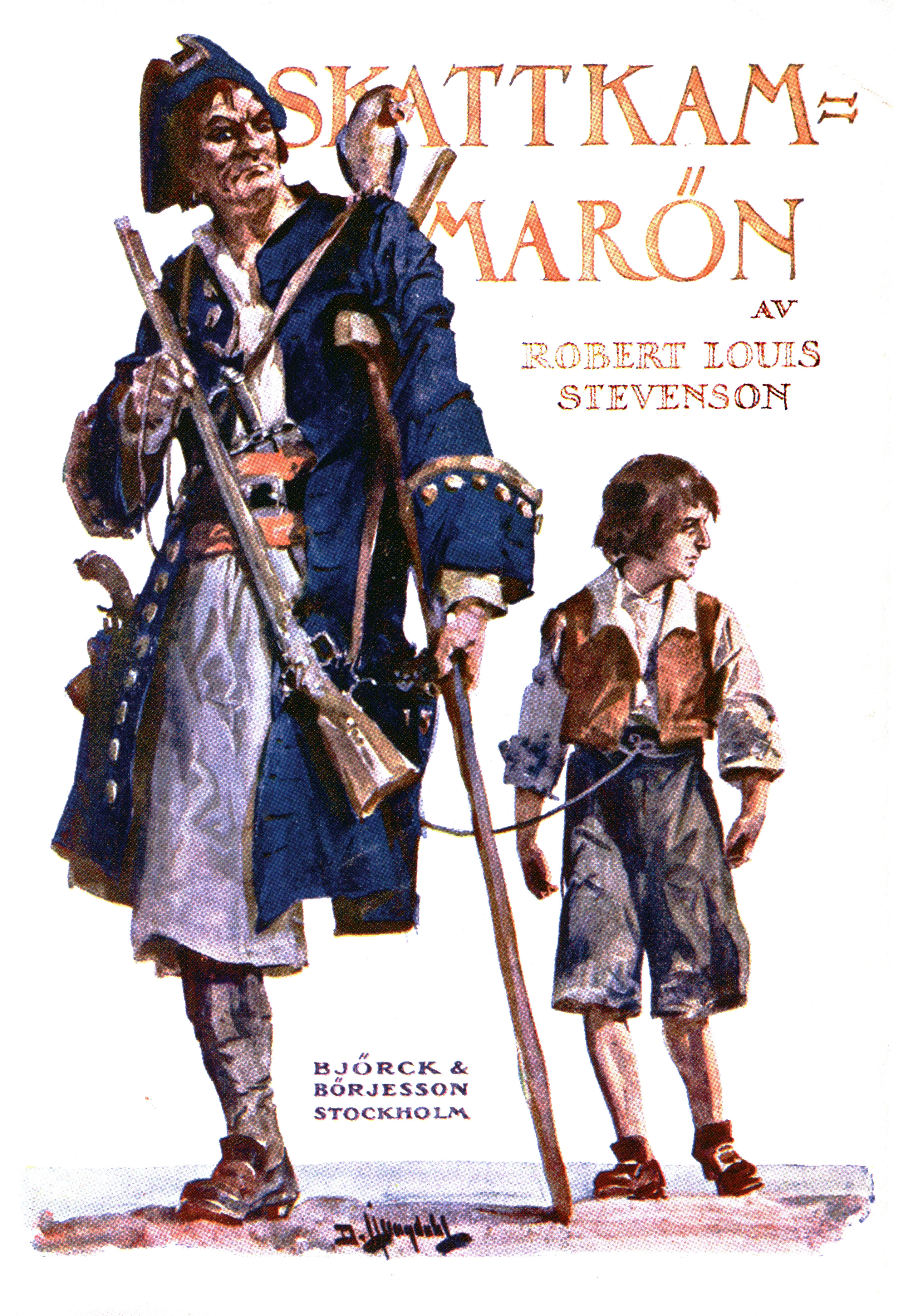
Skattkammarön. 1919
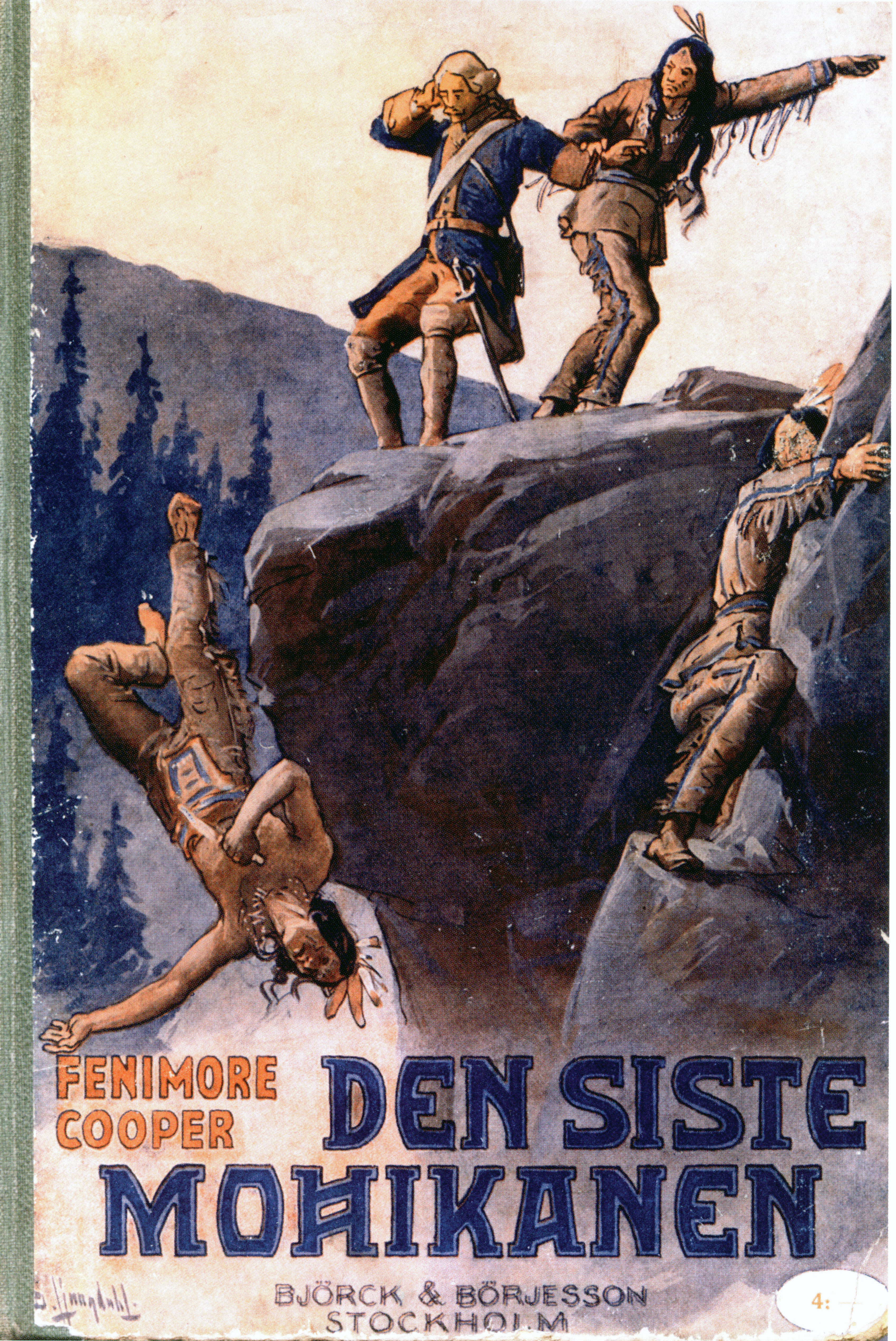
Den siste mohikanen. 1919.
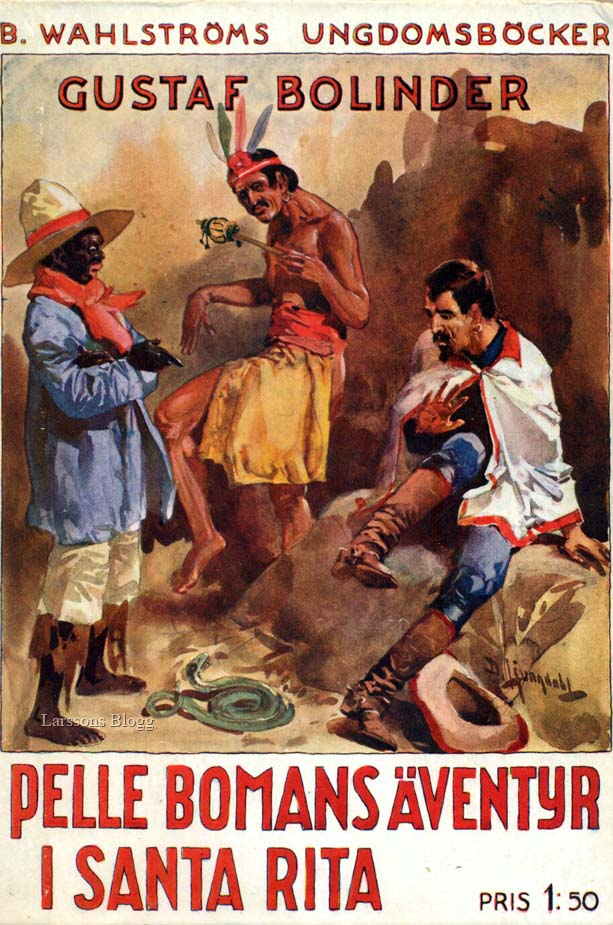
Gustaf Bolinder, Pelle Bomans äventyr i Santa Rita. 1936.
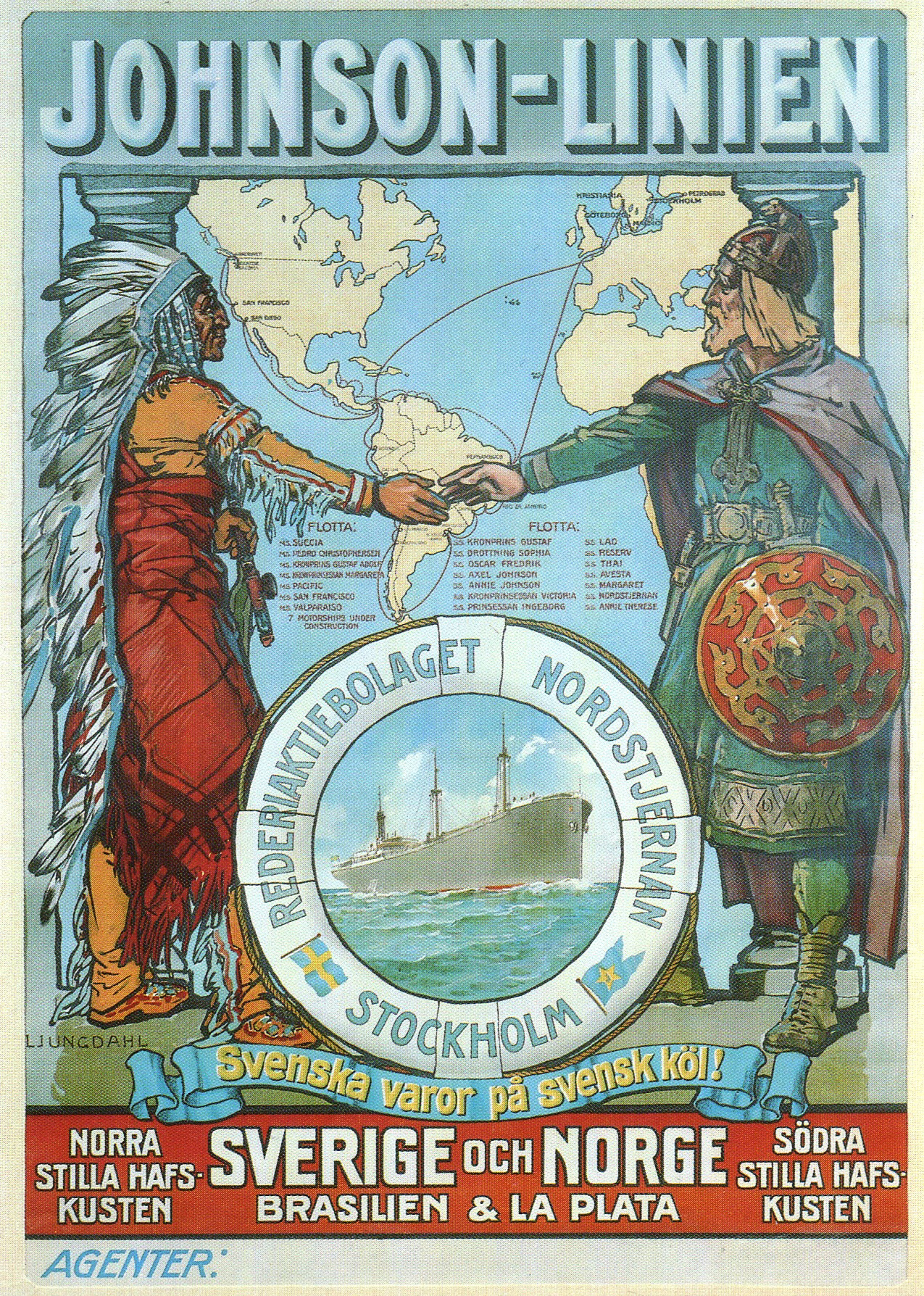
Reklamaffisch för Johnsonlinjen 1918.